# Diocesi di Manado
La diocesi di Manado (in latino Dioecesis Manadoensis) è una sede della Chiesa cattolica in Indonesia suffraganea dell'arcidiocesi di Makassar. Nel 2021 contava 141.103 battezzati su 704.880 abitanti. È retta dal vescovo Benedictus Estephanus Rolly Untu, M.S.C.

## Territorio
La diocesi copre le province indonesiane di Sulawesi Settentrionale, Gorontalo e Sulawesi Centrale nella parte settentrionale dell'isola di Celebes.
Sede vescovile è la città di Manado, dove si trova la cattedrale del Cuore Immacolato di Maria.
Il territorio si estende su 90.000 km² ed è suddiviso in 72 parrocchie.

## Storia
La prefettura apostolica di Celebes fu eretta il 19 novembre 1919 con il breve apostolico Nobis supremum di papa Benedetto XV, ricavandone il territorio dal vicariato apostolico di Batavia (oggi arcidiocesi di Giacarta).
Il 1º febbraio 1934 la prefettura apostolica fu elevata a vicariato apostolico con la bolla Magno perfundimur di papa Pio XI.
Il 13 aprile 1937 cedette una porzione del suo territorio a vantaggio dell'erezione della prefettura apostolica di Makassar (oggi arcidiocesi) e contestualmente assunse il nome di vicariato apostolico di Manado.
Il 3 gennaio 1961 il vicariato apostolico è stato elevato a diocesi con la bolla Quod Christus di papa Giovanni XXIII.

## Cronotassi dei vescovi
Si omettono i periodi di sede vacante non superiori ai 2 anni o non storicamente accertati.
- Gerard Vesters, M.S.C. † (dicembre 1919 - 16 febbraio 1923 nominato vicario apostolico della Nuova Pomerania[1])
- Joannes Walter Panis, M.S.C. † (12 giugno 1923 - marzo 1947 dimesso)
- Nicolaas Verhoeven, M.S.C. † (13 marzo 1947 - 26 giugno 1969 dimesso)
- Theodorus Hubertus Moors, M.S.C. † (26 giugno 1969  - 8 febbraio 1990 ritirato)
- Joseph Theodorus Suwatan, M.S.C. (8 febbraio 1990 - 12 aprile 2017 ritirato)
- Benedictus Estephanus Rolly Untu, M.S.C., dal 12 aprile 2017

## Statistiche
La diocesi nel 2021 su una popolazione di 704.880 contava 141.103 battezzati, corrispondenti al 20,0% del totale.
| anno | popolazione | popolazione | popolazione | presbiteri | presbiteri | presbiteri | presbiteri                | diaconi | religiosi | religiosi | parrocchie |
| anno | battezzati  | totale      | %           | numero     | secolari   | regolari   | battezzati per presbitero | diaconi | uomini    | donne     | parrocchie |
| ---- | ----------- | ----------- | ----------- | ---------- | ---------- | ---------- | ------------------------- | ------- | --------- | --------- | ---------- |
| 1950 | 32.740      | 1.400.000   | 2,3         | 34         | 3          | 31         | 962                       |         | 18        | 84        | 3          |
| 1970 | 66.457      | 2.500.000   | 2,7         | 51         | 4          | 47         | 1.303                     |         | 68        | 111       | 23         |
| 1980 | 88.230      | 3.145.000   | 2,8         | 56         | 13         | 43         | 1.575                     |         | 107       | 129       | 6          |
| 1990 | 122.110     | 4.500.000   | 2,7         | 57         | 24         | 33         | 2.142                     |         | 158       | 156       | 6          |
| 1998 | 123.948     | 4.332.770   | 2,9         | 92         | 56         | 36         | 1.347                     |         | 180       | 136       | 43         |
| 2013 | 135.857     | 6.062.706   | 2,2         | 138        | 91         | 47         | 984                       |         | 190       | 437       | 59         |
| 2016 | 256.579     | 663.018     | 38,7        | 124        | 90         | 34         | 2.069                     |         | 112       | 220       | 64         |
| 2019 | 145.155     | 690.712     | 21,0        | 149        | 103        | 46         | 974                       |         | 177       | 164       | 67         |
| 2021 | 141.103     | 704.880     | 20,0        | 159        | 108        | 51         | 887                       |         | 167       | 215       | 72         |